# Odisheim
Odisheim é um município da Alemanha localizado no distrito de Cuxhaven, estado da Baixa Saxônia.
Pertence ao Samtgemeinde de Land Wursten.

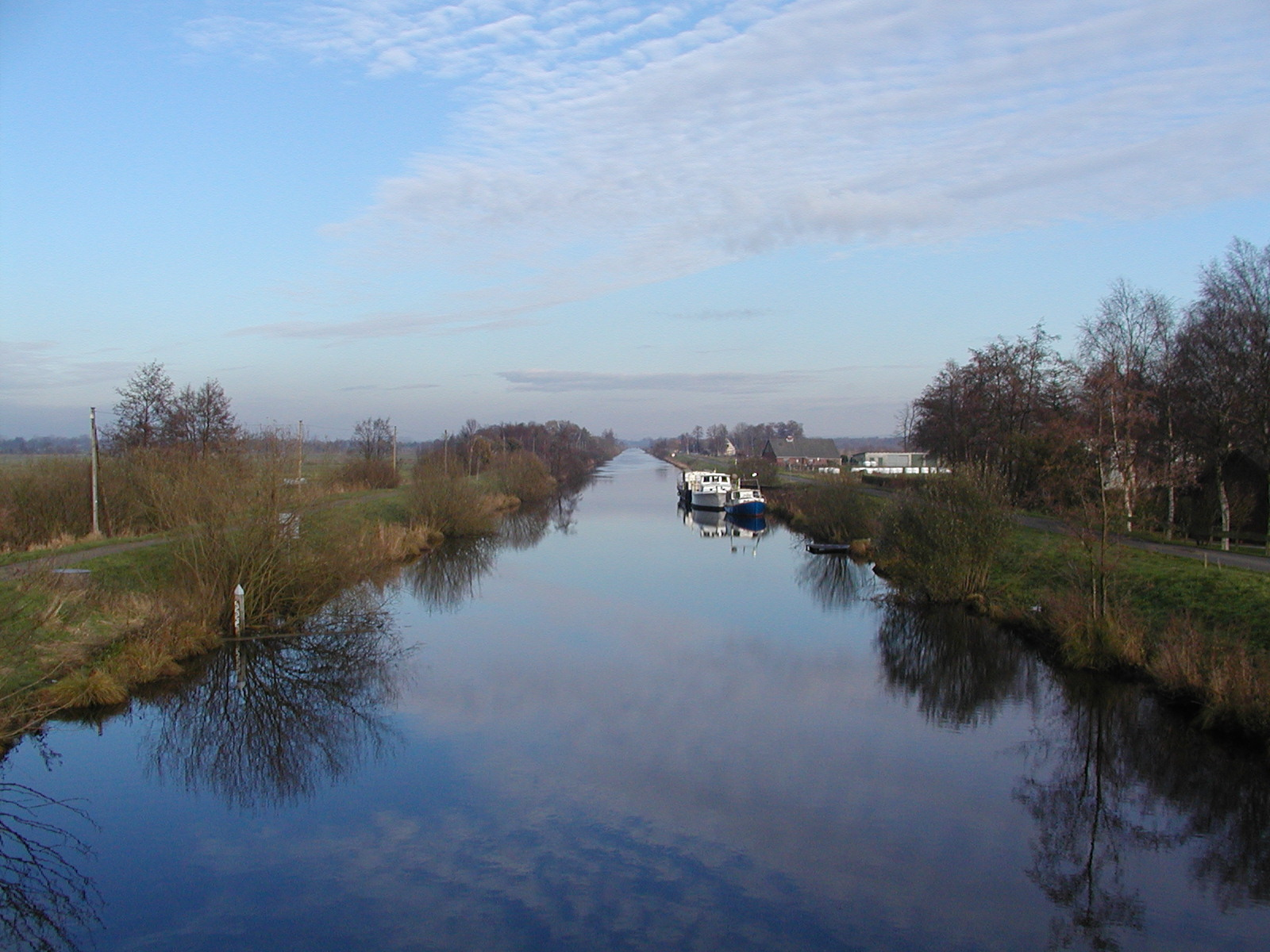
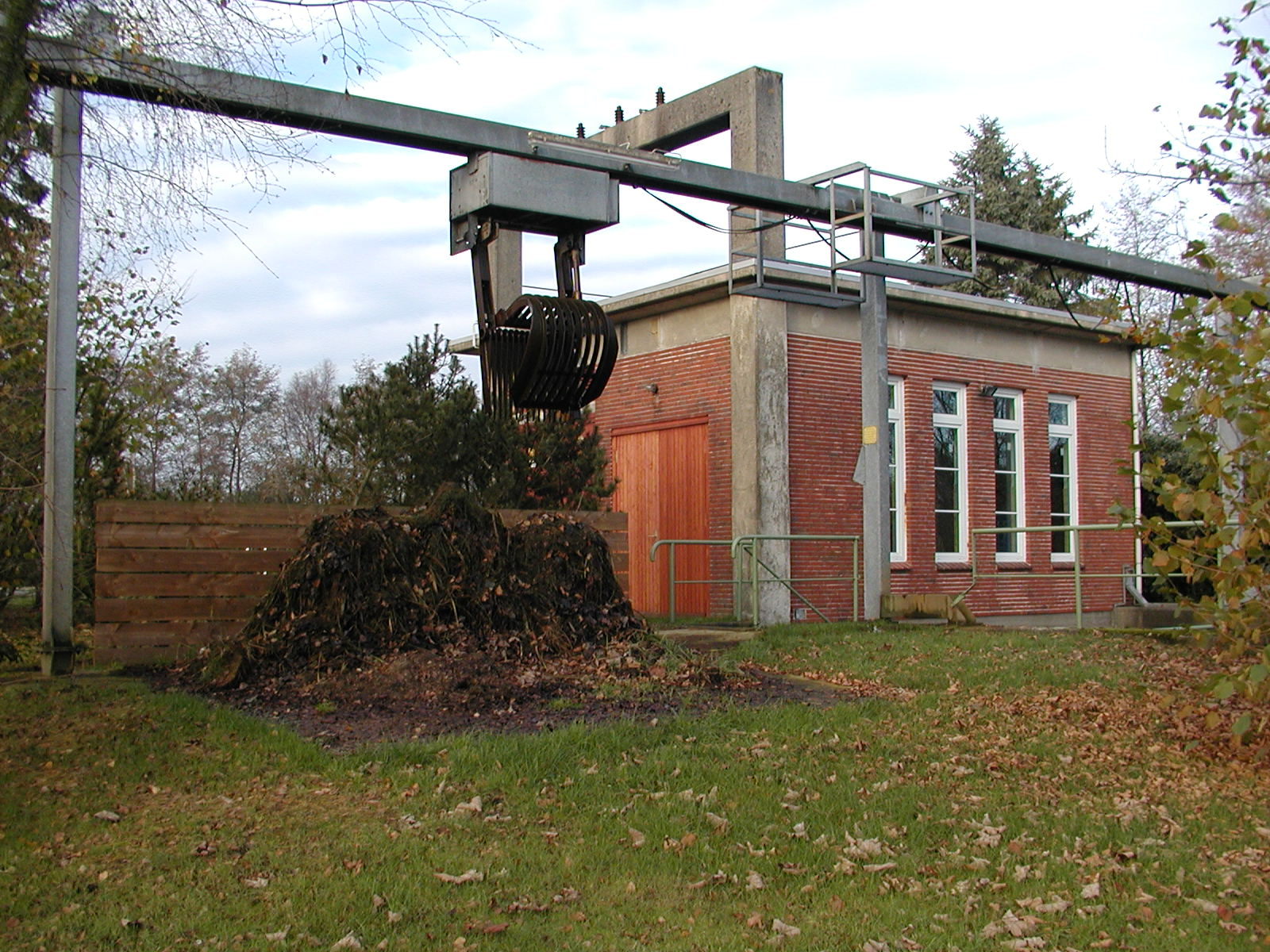
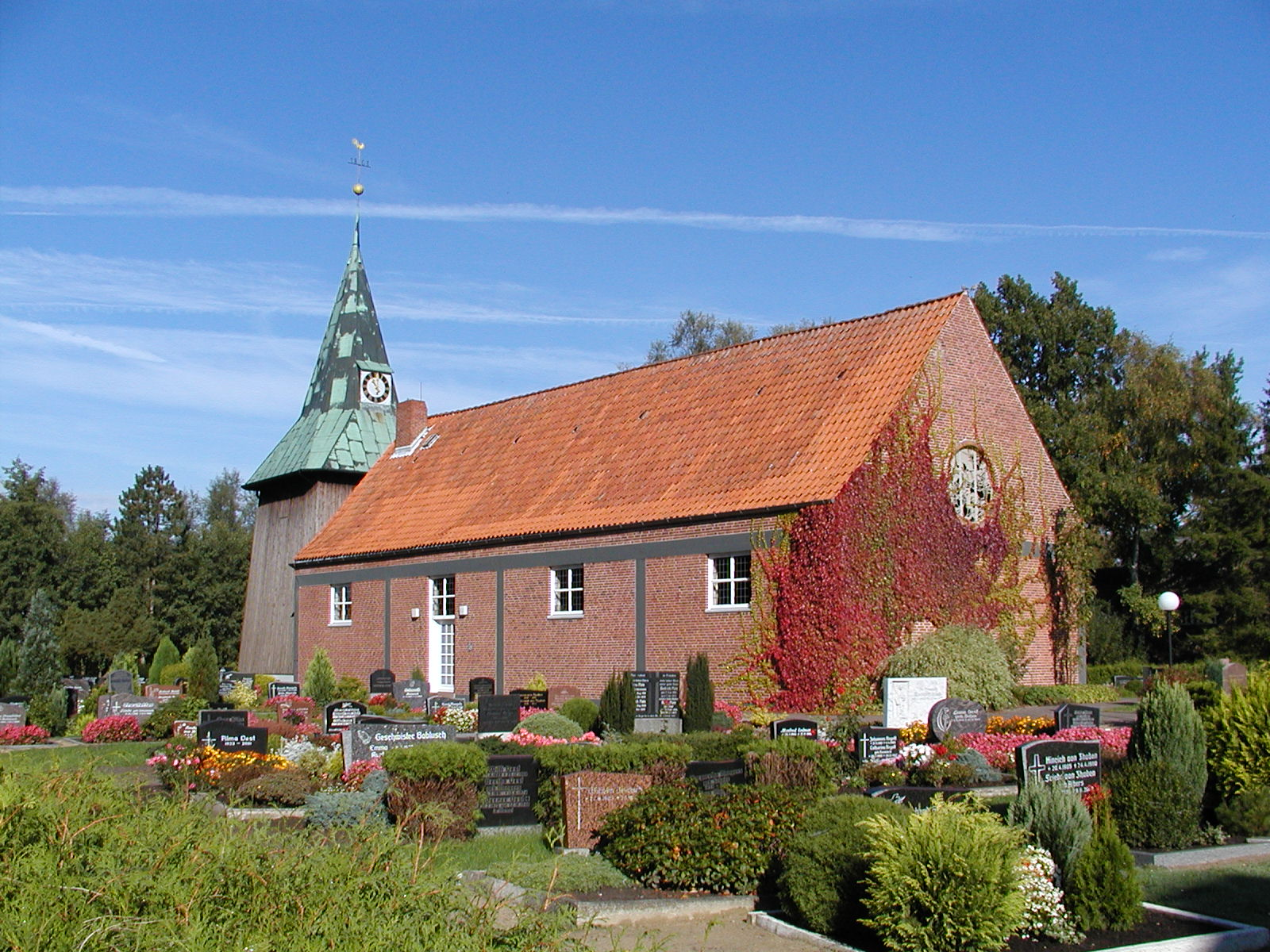